# Eau de toilette

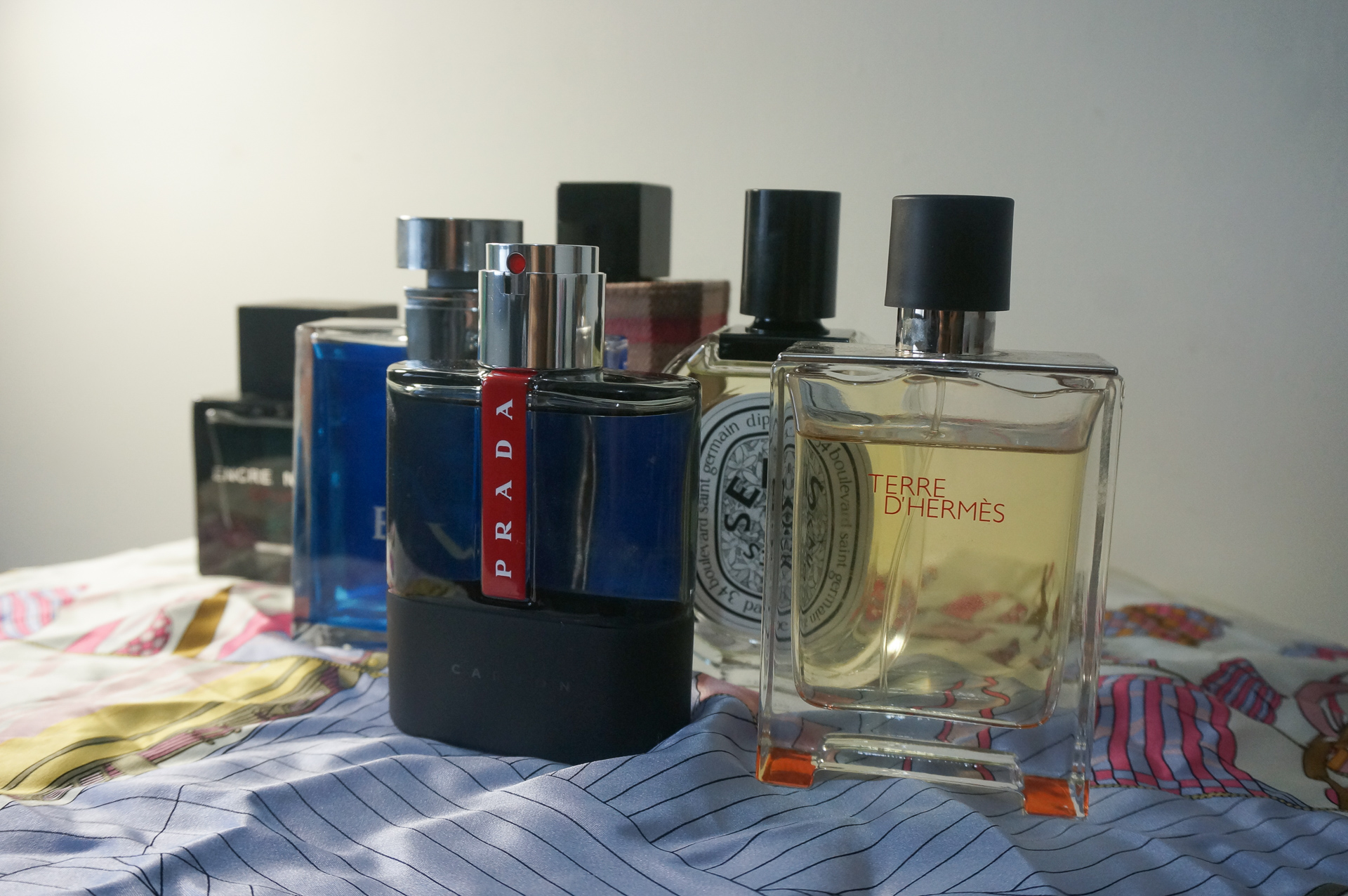
Botellas de eau de toilette

El eau de toilette (pronunciación en francés: /o d(ə) twalɛt/, que significa «agua de tocador») es un tipo de fragancia ligeramente perfumada. También se lo conoce como agua aromática y tiene un alto contenido de alcohol. Suele aplicarse directamente sobre la piel después del baño o del afeitado. Está compuesto tradicionalmente por alcohol y diversos aceites volátiles. Tradicionalmente estos productos llevaban el nombre de un ingrediente principal; algunas son agua de geranio, agua de lavanda, agua de lila, agua de violeta, espíritu de myrcia o «eau de Bretfeld».
En la perfumería moderna, el eau de toilette tiene una fragancia menos concentrada que un perfume (eau de parfum) y más que una colonia (eau de cologne).

## Tipos

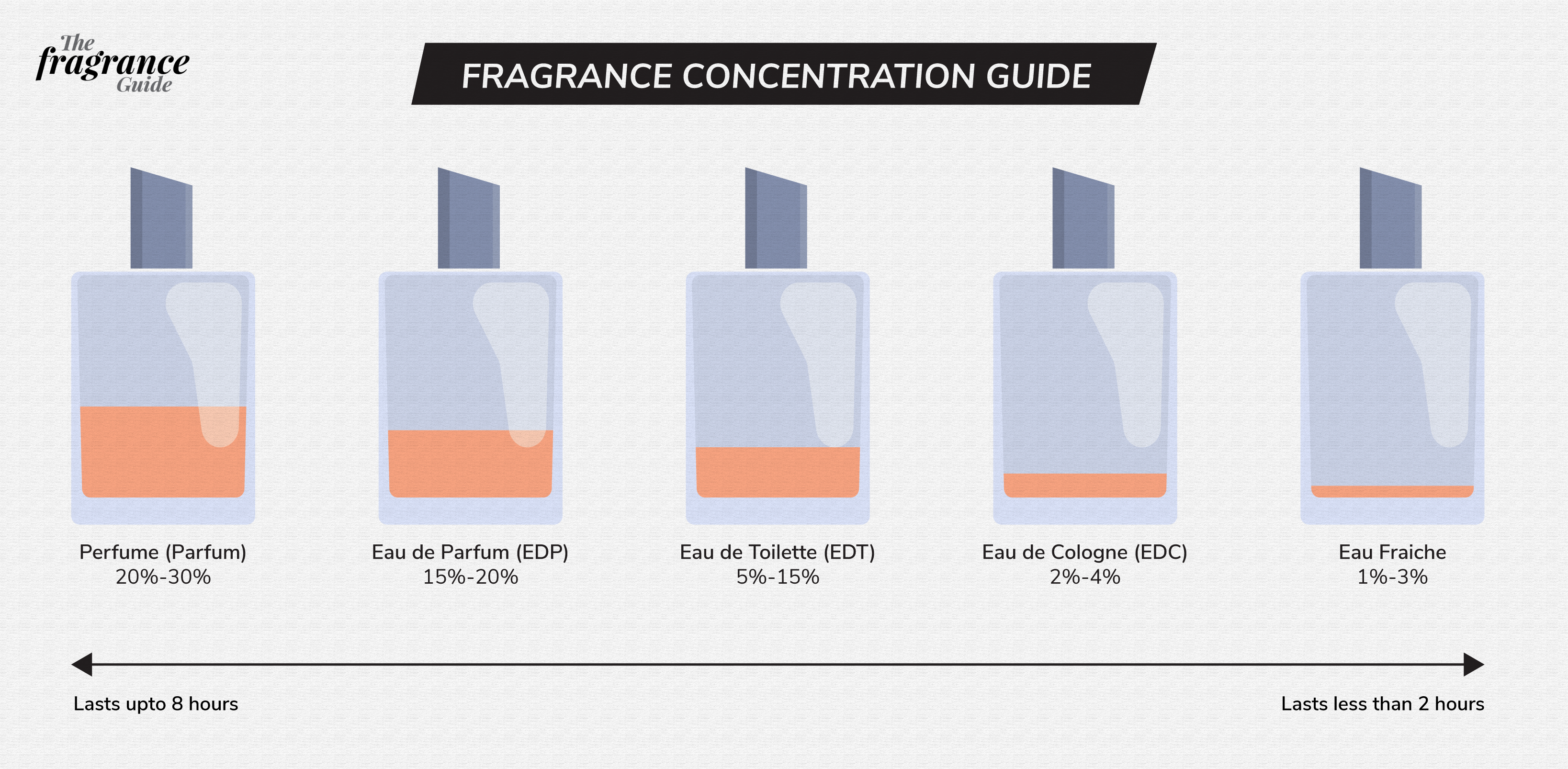
Esta infografía explica las diferencias entre concentraciones de fragancias. El eau de toilette es el frasco de al medio (5-15%)

El eau de toilette tiene una concentración de fragancia más débil que el perfume. La concentración de ingredientes aromáticos suele ser la siguiente (concentración ascendente):
- Splash y aftershaves: 1-3% de compuestos aromáticos
- Agua de colonia (EdC): perfumes de tipo cítrico con aproximadamente entre un 2% y un 6% de compuestos aromáticos concentrados de perfume[10]
- Eau de toilette (EdT): 5–15 % (típico ~10%) de compuestos aromáticos
- Eau de parfum (EdP), parfum de toilette (PdT): 10–20 % (típico ~15 %) de compuestos aromáticos. A veces aparece como "eau de perfume" o "millésime".
- Extracto de perfume: 15–40 % (según IFRA: típico 20%) de compuestos aromáticos

Los aceites perfumados a menudo se diluyen con un disolvente, aunque no siempre es así y su necesidad es discutida. Con diferencia, el disolvente más común para la dilución del aceite de perfume es etanol o una mezcla de etanol y agua. El perfume tiene una mezcla de aproximadamente entre un 10% y un 20% de aceites perfumados mezclados con alcohol (que actúa como agente difusor que transmite el olor fragante) y un rastro de agua. Las colonias tienen entre un 3 y un 5% de aceite perfumado mezclado con un 80 y un 90 % de alcohol y entre un 5 y un 15 % de agua en la mezcla. Originalmente el agua de colonia era una mezcla de aceites cítricos de frutas como limones, naranjas, mandarinas, limas y pomelos. Estos se combinaban con sustancias como lavanda y neroli (aceite de flores de naranjo). Un eau de toilette tiene la menor cantidad de mezcla de aceites perfumados entre las tres categorías principales de "perfumería" líquida. Tiene solo entre un 2% y un 8% de algún tipo de aceite perfumado y entre un 60% y un 80% de alcohol dispersante, con presencia de agua, que marca la diferencia. Las eau de toilettes son una forma menos concentrada de estos tipos de perfumes a base de alcohol mencionados anteriormente. Tradicionalmente, mientras la colonia suele estar hecha de aceites y fragancias cítricos, las eau de toilette no se limitan a esta especificación.

## Historia

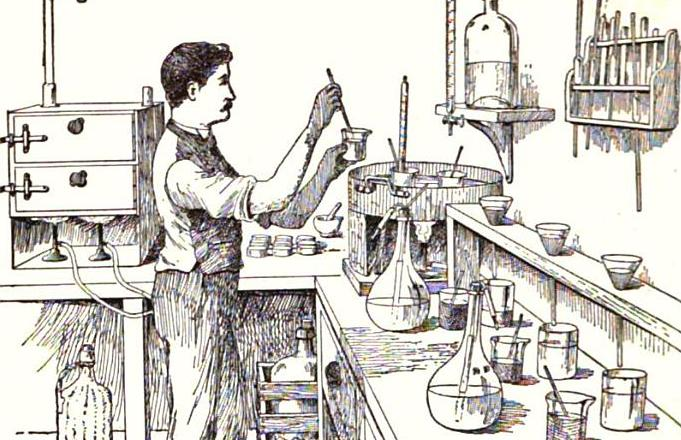
Fórmulas de perfumes en 1910

El eau de toilette húngaro, un perfume a base de alcohol que es el predecesor del agua de colonia, fue producido por primera vez en el siglo XIV, supuestamente por un perfumista húngaro para la reina Isabel de Hungría. Se le llamaba agua de la Reina de Hungría y contenía romero, que permitía que el aroma se evaporara lentamente en la piel.
El rey de Francia Luis XIV (1638-1715) utilizó una mezcla de aromas llamada "agua celestial" para perfumar sus camisas, la cual consistía en madera de aloe, almizcle, flor de naranja, agua de rosas y especias.
Algunas eau de toilette alguna vez se consideraron tónicos reparadores de la piel con beneficios médicos. La revista Medical Record informaba en 1905 que un rociador de agua en el tocador restaura las energías perdidas en situaciones comerciales, sociales y domésticas. Durante los siglos XIV al XVI, se suponía que un tipo de eau de toilette llamado "aguas de peste" ahuyentaba la peste bubónica.

## Variedades
- Agua de las carmelitas: una agua de bálsamo de limón, flor de naranjo, raíz de angélica y especias preparadas para Carlos V de Francia, fabricado por primera vez en 1379 por monjas de una abadía carmelita.[29][30][31][32]
- Carnation Toilet Water: 2,5 pintas de extracto de jazmín, 2,5 pintas de extracto de flor de naranjo, 5 pintas de extracto de rosa, 20 onzas de tintura de vainilla, 2 onzas de aceite de rosa sintético.[33]
- Creole Toilet Water: 6,75 onzas de raíz de orris cortada en piezas pequeñas sobre 1,5 pintas de brandy francés. La mezcla se almacena dos semanas, revolviendo frecuentemente. Entonces se filtra y se añaden 3 pintas de brandy francés y 3 gotas de óleo de azahar, 0,75 onzas fluidas de óleo de geranio, se destila y agrega un poco de esencia de cumarina.[34]
- Eau de lavand ambre[35]
- Agua de Florida[36]
- Agua de geranio: 2 onzas de geranio rosa, 2 onzas de tintura de raíz de orris,1 gota de tintura de almizcle, 8 onzas de agua de rosa, 4 pintas de alcohol.[34]
- Heliotrope: 2 gotas de heliotropina, 15 minim deaceite de rosas, media gota de aceite de bergamota, 5 minim de aceite de neroli, 10 onzas de alcohol y 6 onzas de agua.[37]
- Agua de miel: un antiguo eau de toilette inglés.[12] El Códice Farmacéutico británico da la fórmula.[38]
- Agua de jazmín: hecho con alcoholes de colonia, jazmín, y alcohol.[39]
- Agua de cananga: una "agua santa" utilizada para depuración en ceremonias de renacimiento, en base a ylang-ylang.[40]
- Agua de lavanda: una fórmula llamada "upper Ten" consta de 1 onza fluida de aceite de lavanda, 8 onzas fluidas de alcohol desodorizado, 3 onzas fluidas de agua de rosas, y 80 granos de carbonato de magnesia.[12][41][42]
- Nosegay: Agua de miel destilada con clavos de olor, lavanda y neroli.[43]
- Agua oriental: una lista extensa de ingredientes está dada en las Notas Útiles y Prácticas sección de National Druggist.[44]
- Agua de rosas: 1 pinta de extracto de rosas, 1 pinta de tuberosa, 1 pinta de cassia, 4 onzas de jazmín y 3 onzas de tintura de algalia. Popular en el Oriente Medio, especialmente Egipto, y llamada maward.[45]
- Viennese Eau de Toilette: 15 partes de almendras machacadas, 62 partes de agua de flor de naranjo, 62 partes de agua de rosas. Se frotan las almendras con las aguas y luego se añade 1 parte de borato de soda, 2 partes de alcohol de benzoína, y se disuelve.[34]
- Agua de rosa blanca: una onza de extracto triple de rosa blanca, 3 gotas de aceite de rosas, 3 gotas de aceite de geranio, 26 onzas de alcoholes de colonia, y 6 onzas de agua caliente.[42]

Hugh C. Muldoonin entregó varias fórmulas de eau de toilette que él llamó "Especialidades Propias de Tocador" en el Boletín de Farmacia en 1917.